# Academiebrug (Amsterdam)
De Academiebrug is een brug waarvoor Piet Kramer diverse ontwerpen maakte, maar die nooit is gebouwd.
Kramer had een groot aandeel in de bruggen in de stadsuitbreiding in Amsterdam-Zuid. Alle bruggen over het Noorder Amstelkanaal werden volgens zijn ontwerpen gebouwd. De brug zou de verbinding vormen tussen de Cornelis Schuytstraat en Breitnerstraat. De gemeente koos hier voor een andere architect, net zoals voor de nabijgelegen brug (Muziekbrug). De Academiebrug ontleende haar naam aan de hier geplande Rijksakademie van beeldende kunsten aan wat toen nog het August Allebéplein zou gaan heten. De academie kwam er niet en de naam August Allebéplein werd voor een andere locatie gebruikt. Het terrein bleef decennia leeg, pas in 1958 verrees hier het Hilton Amsterdam Hotel.
Op de locatie van de geplande Academiebrug kwam de officieus betitelde Schildersbrug. Deze brug hield het slechts korte tijd vol, in 1960/1 werd ze gesloopt om plaats te maken voor weer een nieuwe brug, nu van beton, door de gemeente aangeduid als brug 408.